# بانکا ایفیس
بانکا ایفیس (انگلیسی: Banca Ifis) شرکت خدمات مالی و بانکداری ایتالیایی است، که در سال ۱۹۸۳ تأسیس شد.